# Nordlig hårnosvombat
Nordlig hårnosvombat (Lasiorhinus krefftii) är ett pungdjur i familjen vombater. Den räknas till en av de mest hotade arterna i Australien.

## Utseende
Som alla vombater har denna art en björnliknande kroppsbyggnad. Nosen är jämförelsevis bred och täckt med hår. Öronen är långa och spetsiga. Den mjuka och silkeslena pälsen är gråbrun till färgen, ibland med nyanser i silver. Dessa djur når en kroppslängd upp till en meter. Den korta svansen blir 3 till 6 cm lång och vikten ligger mellan 25 och 33 kg. Honor är något längre men lite lättare än hannar.

## Utbredning
Nordlig hårnosvombat är inhemsk till Australien och fanns ursprungligen i östra och sydöstra Queensland samt i delar av östra New South Wales. Omkring 1910 var de till största delen utrotade och fram till 2009 fanns bara ett restbestånd i ett 3 kvadratkilometer stort område i Epping Forest nationalpark i mellersta Queensland.  I juli 2009 startades en andra koloni i Richard Underwood Nature Refuge i södra Queensland.

## Ekologi
Hårnosvombatens habitat utgörs av halvtorra, öppna skogar och gräsområden. De lever på marken och har gryt under marken. Dessa jordhålor kan vara hopbyggda till ett tunnelsystem som ibland nyttjas av flera individer. Men allmänt lever dessa vombater ensamma och har ett eget territorium. Nordliga hårnosvombater är huvudsakligen aktiva på natten och sover under dagen i sina gryt. Ibland syns de på dagen framför boet när de solbadar. Födan består väsentligen av gräs och dessutom äts några frön och örter. Individerna rör sig oftast långsamt men vid fara kan de springa i 40 km/h.

### Fortplantning
Parningstiden ligger på den australiska våren eller sommaren, födelsen sker oftast mellan november och mars. Huvudsakligen föds ett enda ungdjur som tillbringar sina första tio månader i moderns pung (marsupium). Något senare slutar honan att ge di. Troligen blir ungar efter två till tre år könsmogna, liksom ungar av sydlig hårnosvombat. Vid goda förhållanden föder honan två ungar på tre år.

## Hot och status
Som tidigare nämnts är dessa djur mycket sällsynta. De flesta individer dog i början av 1900-talet och bara en liten population överlevde i mellersta Queensland. Området fick 1971 skyddsstatus men det var fortfarande tillåtet att hålla boskapsdjur där. På grund av denna konkurrens minskade beståndet till början av 1980-talet till 25 individer. Efter att man minskade boskapsdjurens antal ökade vombaternas bestånd till 110 individer. IUCN listar arten som akut hotade (critically endangered). Hjälpande åtgärder är komplicerade att verkställa på grund av att dessa djur är svåra att avla i fångenskap. 2010 hade antalet av Nordlig hårnosvombat ökat till 163 individer. 2012 beräknades antalet ha stigit ytterligare till omkring 200.